# Маконахи, Ричард
Ричард Рой Маконахи (англ. Richard Roy Maconachie; 1885—1962) — британский дипломат и натуралист (орнитолог).
Обучался в Университетском колледже при Оксфордском университете. Затем работал в Индийской гражданской службе (Indian Civil Service).
В 1929—1935 годах — стал главой британской дипломатической миссии в Афганистане.

## Семья
Был женат на Джоан Летбридж.

## Награды
- Орден Британской империи;
- Выдающийся орден Индийской империи.